# Cesson-Sévigné
Cesson-Sévigné là một xã của tỉnh Ille-et-Vilaine, thuộc vùng Bretagne, miền tây bắc nước Pháp.

## Dân số
| Năm | 1962 | 1968 | 1975 | 1982   | 1990   | 1999   |
| --- | ---- | ---- | ---- | ------ | ------ | ------ |
| Dân số | 3467 | 3658 | 6424 | 10.451 | 12.708 | 14.344 |
| From the year 1962 on: No double counting—residents of multiple communes (e.g. students and military personnel) are counted only once. |      |      |      |        |        |        |

Người dân ở Cesson-Sévigné được gọi là Cessonnais.

## Thị trấn kết nghĩa
- Waltrop, Đức
- Carrick-on-Shannon, Ireland